# Regina cœli
Ne doit pas être confondu avec Regina cæli.
Le Regina cœli, op. 45, est une œuvre de la compositrice Mel Bonis, datant de 1899.

## Composition
Mel Bonis compose son Regina cœli pour deux voix égales avec accompagnement de piano ou de harpe et orgue, violon ou violoncelle ad libitum. L'œuvre est en sol majeur. Elle a été publiée l'année de sa composition, en 1899, aux éditions Leduc. Elle est ensuite rééditée en 1999 et en 2014 par les éditions Armiane.

## Analyse
L'œuvre est écrite au début de la carrière de Mel Bonis. Elle utilise une forme lied sur un texte relativement court. Dans le cas du Regina cœli, la compositrice a pris quelques libertés avec la structure du texte pour lui donner une autre unité de sens. Elle associe le premier et le quatrième verset dans les premières et troisième périodes de sa forme lied. C'est cette période, écrite dans la tonalité de sol majeur, qui associe dans un style très invocation la louange à la Vierge et l'appel à la prière. La partie centrale de la pièce, en ré majeur, se concentre sur les deuxième et troisième versets qui évoquent, dans un style plus dramatique, la résurrection de Jésus-Christ avant de développer à nouveau et dans la même tonalité les versets de la première période. La construction mélodique est très simple : chaque verset est caractérisé par une mélodie chantée par la première soprano à laquelle répond la seconde soprano en imitation. Les énonciations de versets sont séparées d'une petite ritournelle instrumentale. Une ritournelle plus développée vient également marquer la séparation entre la seconde période et le retour de la première période.

## Sources
- Étienne Jardin, Mel Bonis (1858-1937) : parcours d'une compositrice de la Belle Époque, 2020 (ISBN 978-2-330-13313-9 et 2-330-13313-8, OCLC 1153996478, lire en ligne)